# Super Show 6
Super Show 6 là một chuyến lưu diễn thế giới thứ sáu của Super Junior (S.M Ent). Hiện tại Trailer của Concert đã được S.M Post lên Youtube của S.M. Concert sẽ bắt đầu từ Seoul và sẽ được cập nhật tiếp.
Super Show 6 là tour diễn của nhóm nhạc nam Super Junior. tour du lịch thế giới bắt đầu với ba show diễn tại Seoul vào ngày 19- 21 tháng chín  và nó đánh dấu concert thứ 100 cho seri Super Show.
Chuyến lưu diễn này đánh dấu sự trở lại của lãnh đạo Leeteuk. Tuy nhiên, nó cũng là tour diễn đầu tiên mà không có Yesung, người đã gia nhập quân ngũ vào tháng 5 năm 2013

### Hòa nhạc:
Vé cho ngày 20 và 21 tháng 9 ở Seoul đã được bán ra vào ngày 7 tháng Tám và nhanh chóng bán hết trong chưa đầy 9 phút. Sau đó, nhóm đã thêm 1 ngày 19 tháng 9 do nhu cầu cao và vé đã được bán vào ngày 21 tháng Tám tại 08:00 KST. Các buổi hòa nhạc vào ngày 21 tháng 9 đánh dấu lần thứ 100 Super Show buổi hòa nhạc trong Super Show series. 
SS6 tại ma cao với hơn 14.000 khán giả là Concert Có lượng khán giả đông nhất từ trước đến nay cho 1 đêm nhạc  

## Tour dates
| Ngày                              | Thành phố  | Quốc gia   | Địa điểm                                  | số fan tham dự        |
| --------------------------------- | ---------- | ---------- | ----------------------------------------- | --------------------- |
| Asia                              |            |            |                                           |                       |
| ngày 19 tháng 9 năm 2014          | Seoul      | Hàn Quốc   | Jamsil Arena                              | 35,964 (DT$4,398,162) |
| ngày 20 tháng 9 năm 2014          | Seoul      | Hàn Quốc   | Jamsil Arena                              | 35,964 (DT$4,398,162) |
| ngày 21 tháng 9 năm 2014          | Seoul      | Hàn Quốc   | Jamsil Arena                              | 35,964 (DT$4,398,162) |
| ngày 29 tháng 10 năm 2014         | Tokyo      | Nhật Bản   | Tokyo Dome                                | 112,388 ($10 171 296) |
| ngày 30 tháng 10 năm 2014         | Tokyo      | Nhật Bản   | Tokyo Dome                                | 112,388 ($10 171 296) |
| ngày 8 tháng 11 năm 2014          | Hồng Kông  | Trung Quốc | AsiaWorld–Arena                           | 14,759 ($2,012,133)   |
| ngày 22 tháng 11 năm 2014         | Bắc Kinh   | Trung Quốc | Trung tâm MasterCard                      | 12,882 ($1,764,504)   |
| ngày 29 tháng 11 năm 2014         | Đài Bắc    | Đài Loan   | Nhà thi đấu Đài Bắc                       | 23,906 ($3,539,719)   |
| ngày 30 tháng 11 năm 2014         | Đài Bắc    | Đài Loan   | Nhà thi đấu Đài Bắc                       | 23,906 ($3,539,719)   |
| ngày 5 tháng 12 năm 2014          | Osaka      | Nhật Bản   | Kyocera Dome Osaka                        | 154,038($13,863,825)  |
| ngày 6 tháng 12 năm 2014          | Osaka      | Nhật Bản   | Kyocera Dome Osaka                        | 154,038($13,863,825)  |
| ngày 7 tháng 12 năm 2014          | Osaka      | Nhật Bản   | Kyocera Dome Osaka                        | 154,038($13,863,825)  |
| ngày 20 tháng 12 năm 2014         | Fukuoka    | Nhật Bản   | Fukuoka Dome                              | 52,874 ($4,742,078)   |
| ngày 10 tháng 1 năm 2015          | Bangkok    | Thái Lan   | Impact Arena                              | 32,192 ($4,517,169)   |
| ngày 11 tháng 1 năm 2015          | Bangkok    | Thái Lan   | Impact Arena                              | 32,192 ($4,517,169)   |
| ngày 7 tháng 2 năm 2015           | Thượng Hải | Trung Quốc | Mercedes-Benz Arena                       | 14,675 ($2,016,384)   |
| ngày 1 tháng 3 năm 2015           | Ma Cao     | Ma Cao     | Cotai Arena                               | 14.750 ($2.103.195)   |
| ngày 29 tháng 3 năm 2015          | Nam Kinh   | Trung Quốc | Nanjing Olympic Sports Center Gymnasium   | 13,983 ($1,995,521)   |
| ngày 1 tháng 5 năm 2015           | Singapore  | Singapore  | Sân vận động trong nhà Singapore          | 12,356 ($2,350,589)   |
| ngày 3 tháng 5 năm 2015           | Jakarta    | Indonesia  | Trung tâm hội nghị và triển lãm Indonesia | 18,993 ($3,027,876)   |
| ngày 11 tháng 7 năm 2015 (Encore) | Seoul      | Hàn Quốc   | Nhà thi đấu Thể dục dụng cụ Olympic       | 28,192 ($3,719,254)   |
| ngày 12 tháng 7 năm 2015 (Encore) | Seoul      | Hàn Quốc   | Nhà thi đấu Thể dục dụng cụ Olympic       | 28,192 ($3,719,254)   |